# هم‌برابرناف
هم‌برابرناف (نام علمی: Symmetromphalus) نام یک سرده از تیره نونافان است.